# Wörth an der Isar
Wörth an der Isar es un municipio situado en el distrito de Landshut, en el estado federado de Baviera (Alemania), con una población a finales de 2016 de unos 2851 habitantes.
Se encuentra ubicado en el centro del estado, en la región de Baja Baviera, a la orilla del río Isar —un afluente derecho del Danubio—.